# Talking to the Moon (Tony Hadley)
Talking to the Moon è il quinto album in studio da solista di Tony Hadley pubblicato nel l'8 giugno 2018.

## Tracce
1. Take Back Everithing – 4:02
2. Tonight Belongs to Us – 3:55
3. Skin Deep – 4:10
4. How I Feel About You – 4:07
5. Delirious – 2:58
6. Unwanted – 4:08
7. Accident Waiting to Happen – 3:25
8. Killer Blow – 3:52
9. Oblivion – 3:37
10. Every Time – 3:46
11. What Am I? – 3:48